# تمساح نیل

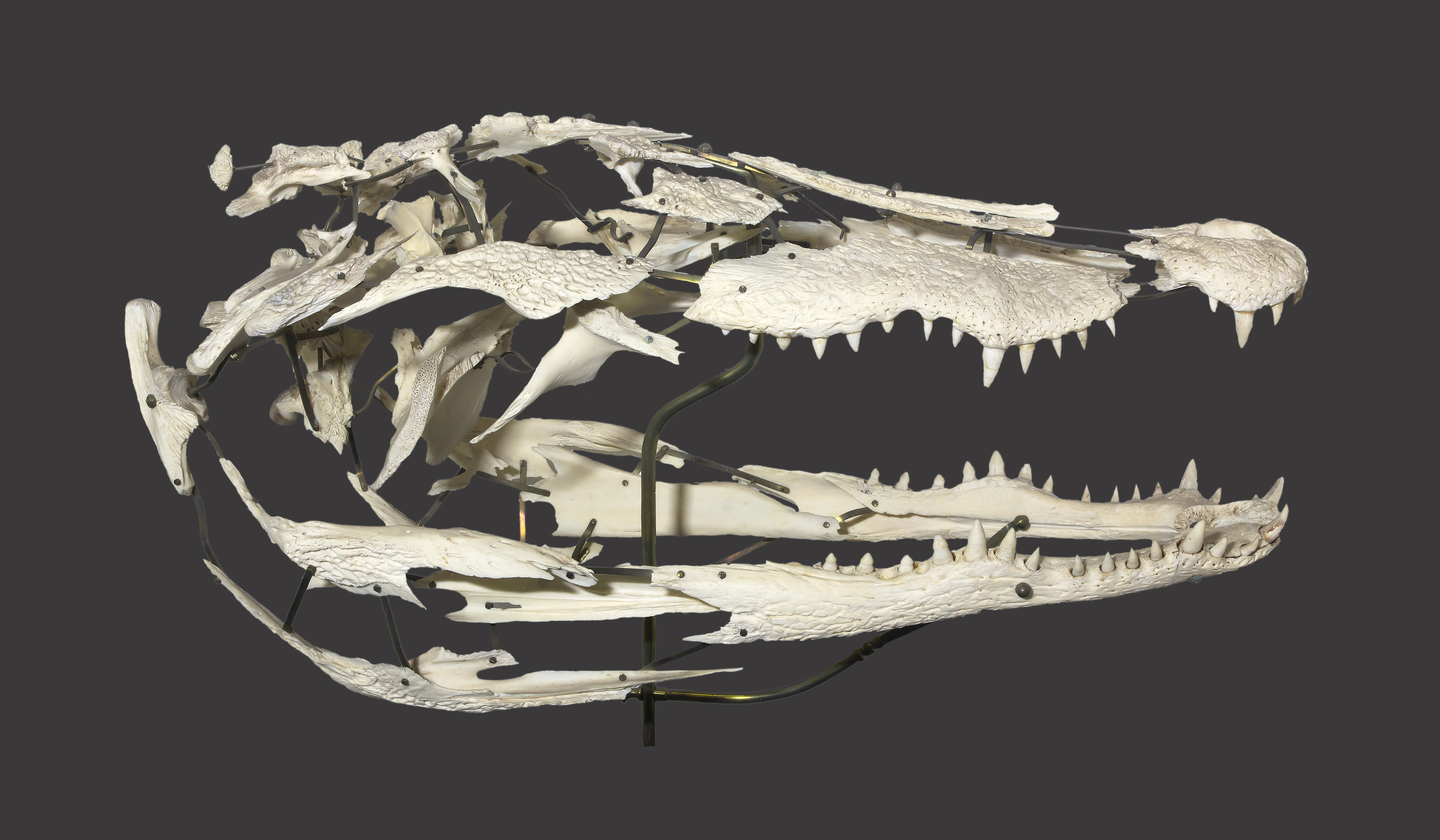
Crocodylus niloticus

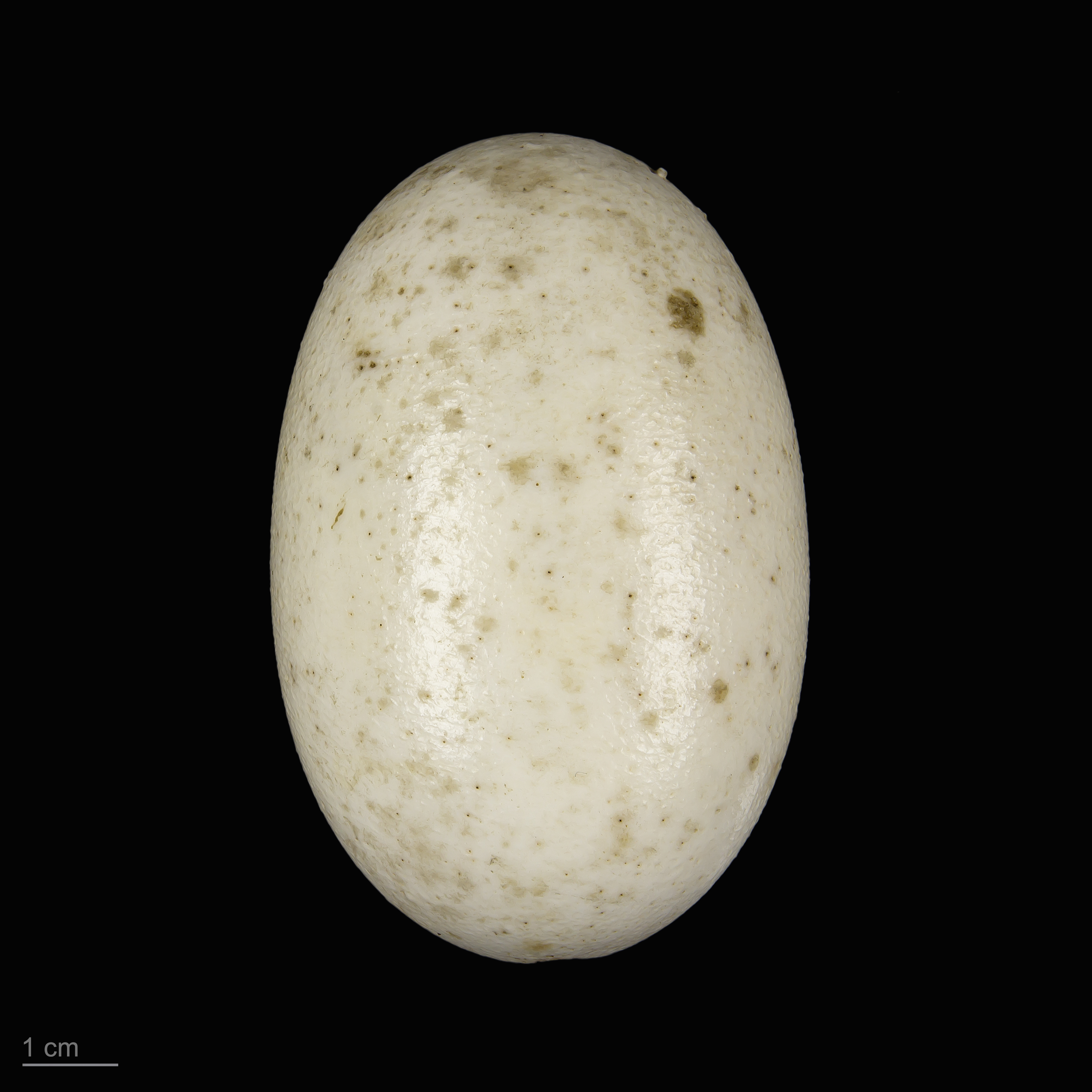
Crocodylus niloticus

تمساح نیل یا تمساح معمولی گونه‌ای تمساح آفریقایی است که با آنکه نام تمساح رودخانه نیل بر آن گذاشته شده، علاوه بر حوزه رود نیل در رودخانه‌ها، دریاچه‌ها و تالاب‌های نقاط مختلف شرق، جنوب و شمال آفریقا در کشورهای سومالی، اتیوپی، اوگاندا، مصر، تانزانیا، زامبیا، زیمبابوه، گابن، آفریقای جنوبی، مالاوی، سودان، سودان جنوبی، بوتسوانا، و کامرون یافت می‌شود. جمعیت‌هایی از این تمساح را می‌توان در ماداگاسکار و سنگال نیز یافت که در آنجا زندگی می‌کنند. این تمساح هرچند توانایی زندگی در آب شور را هم دارد اما به ندرت در خارج از آب‌های شیرین دیده شده‌است. البته برخی از این تمساح‌ها در دریاچه‌های نیمه‌شور و دلتاها هم زندگی می‌کنند.
این تمساح به آدم‌خواری شهرت یافته‌است و با توجه به اینکه محل زندگی آن‌ها در نزدیکی سکونت‌گاه‌های انسانی است برآورد شده که سالانه حدود ۲۰۰ نفر را طعمه خود می‌کند. یکی از ویژگی‌های عجیب این جانور در مقایسه با دیگر خزندگان مراقبت وی از تخم‌های خود تا زمان به دنیا آمدن نوزادان است. شکار گسترده این حیوان در دهه ۱۹۴۰ تا ۱۹۶۰ آن را در آستانه انقراض قرار داد اما پس از آن با اقدامات حفاظتی انجام شده، جمعیت این حیوان در بیشتر نقاط احیا شد. هر چند در برخی نقاط آلودگی‌های محیطی، شکار و تباهی زیستگاه باعث کاهش شدید شمار تمساح‌های رود نیل شده‌است.

## ویژگی‌ها
تمساح نیل بزرگ‌ترین تمساح در آفریقا است و گاه به عنوان دومین خزنده در حال حیات بزرگ‌جثه در جهان پس از تمساح آب شور شناخته می‌شود. اندازه طول بدن در نرها ۳٫۵ تا ۵ متر است ولی نرهای بالغ با سن بالا گاه ۵٫۵ متر و بیشتر نیز قد می‌کشند. همانند همه دیگر تمساح‌ها، آن‌ها دودیسی جنسی دارند؛ نرها ۳۰ درصد بزرگتر از ماده‌ها هستند. ماده‌های بالغ طولی برابر با ۲٫۴ تا ۴ متر دارند. وزن میانگین تمساح نیل ۵۰۰ کیلوگرم است ولی بعضی از آنها می‌توانند تا بالای ۱ تن نیز رشد کنند. میانگین طول عمر این حیوان در طبیعت هم ۱۰۰ سال است. این تمساح بیشتر از ماهی تغذیه می‌کند اما تقریباً هر حیوان دیگری مانند گورخر، کرگدن‌های کوچک، تشی، پرندگان، گاهی شیرها و تمساح‌های دیگر را نیز ممکن است طعمه خود سازد. تمساح رود نیل از مردار هم تغذیه می‌کند و قادر است در یک وعده تا نیمی از وزن بدن خود غذا بخورد. بزرگ‌ترین تمساح اندازه‌گیری شده یک نمونه نر در تانزانیا بوده‌است که طولی برابر با ۶٫۴۵ متر و وزنی برابر با ۱٬۰۹۰ کیلوگرم داشت.

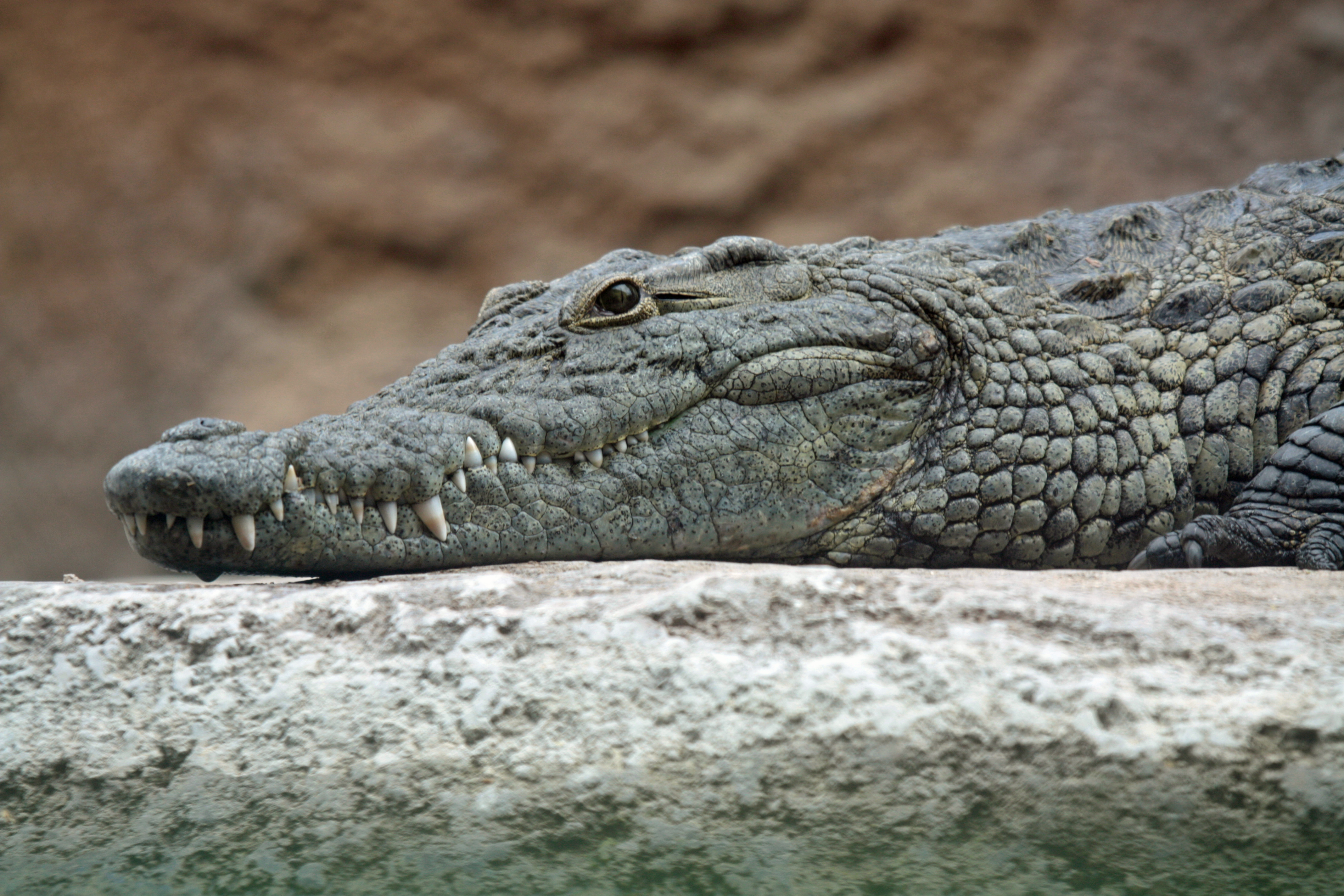